# Svenja Jung
Svenja Jung (Renania-Palatinado, 28 de mayo de 1993) es una actriz alemana de cine y televisión.

## Biografía
Jung finalizó sus estudios secundarios en 2012 y estudió actuación en la Juniorhouse de Colonia. Comenzó su carrera como modelo, actriz de comerciales y cortometrajes, y su primer trabajo en ficción fue en producciones de la Bayerischer Rundfunk, además de en la industria del modelaje.
Ganó reconocimiento con su papel de Lisa Brück en la serie de RTL Televisión, Unter uns. A esta interpretación le siguieron numerosas participaciones en producciones televisivas.
En 2015 formó parte del elenco de la adaptación cinematográfica de la novela de Andreas Steinhöfel, Die Mitte der Welt. Al año siguiente fue seleccionada para interpretar el papel de Sonia Rissi en la película Fucking Berlin.
En 2019 se graduó en estudios de medios europeos de la Universidad de Ciencias Aplicadas de Postdam.

## Filmografía

### Cine
| Año  | Título                 | Papel          | Notas |
| ---- | ---------------------- | -------------- | ----- |
| 2016 | Fucking Berlin         | Sonia          |       |
| 2016 | Verrückt nach Fixi     |                |       |
| 2016 | Center of My World     | Kat            |       |
| 2019 | Electric girl          | Lissy          |       |
| 2019 | A Gschicht über d’Lieb | Maria Bacher   |       |
| 2019 | Traumfabrik            | Melanie Melzer |       |
| 2023 | Der Pfau               | Rebecca        |       |
| 2023 | Baghead                | Sarah          |       |

### Televisión
| Año       | Título                            | Rol                                   | Notas                    |
| --------- | --------------------------------- | ------------------------------------- | ------------------------ |
| 2014-2015 | Unter uns                         | Lisa Brück                            |                          |
| 2015      | Heldt                             | Mandy                                 | 1 episodio               |
| 2016      | Der Alte                          |                                       | 1 episodio               |
| 2017      | Armans Geheimnis                  | Milena                                | 13 episodios             |
| 2017      | Colonia Brigada Criminal          |                                       | 1 episodio               |
| 2017      | Ostfriesenkiller                  | Sylvia Kleine                         | Película para televisión |
| 2017      | Alerta Cobra                      |                                       | 1 episodio               |
| 2017      | Zarah – Wilde Jahre               | Jenny Olsen                           | 6 episodios              |
| 2018      | Letzte Spur Berlin                |                                       | 1 episodio               |
| 2018      | Der süße Brei                     | Jola                                  | Película para televisión |
| 2018      | Zersetzt - Ein Fall für Dr. Abel  | Jana Forster                          | Película para televisión |
| 2018      | Beat                              | Nani                                  | 7 episodios              |
| 2018      | Tatort: Wer jetzt allein ist      | Doro Meisner "Birdy"                  | Película para televisión |
| 2019      | Tatort: Kaputt                    | Selina Greve                          | Película para televisión |
| 2019      | Die Chefin                        |                                       | 1 episodio               |
| 2019      | Zeit der Geheimnisse              | Vivi                                  | Miniserie; 3 episodios   |
| 2019      | Jenseits der Angst                | Karin Korschack                       | Película para televisión |
| 2019      | Unter Verdacht: Evas letzter Gang | Anna                                  | Película para televisión |
| 2019      | Ihr letzter Wille kann mich mal!  | Ella                                  | Película para televisión |
| 2020      | Dark                              | Sonja Tannhaus                        | 1 episodio               |
| 2020      | Deutschland 89                    | Nicole Zangen                         | 8 episodios              |
| 2020      | Unsere wunderbaren Jahre          | Regina Küppers                        | 3 episodios              |
| 2020      | Der Palast                        | Christine Steffen / Marlene Wenninger |                          |
| 2022      | La emperatriz                     | Condesa Louise Gundemann              |                          |
| 2023      | Espía/Maestro                     | Ingrid Von Weisendorf                 | Miniserie; 6 episodios   |